# Flabellum lowekeyesi
Flabellum lowekeyesi är en korallart som beskrevs av Squires och Ralph 1965. Flabellum lowekeyesi ingår i släktet Flabellum och familjen Flabellidae. Inga underarter finns listade i Catalogue of Life.